# Die Maske des Lopez
Die Maske des Lopez (Originaltitel: The Mask of Lopez) ist ein US-amerikanischer Stummfilmwestern aus dem Jahr 1924 von Albert S. Rogell mit Fred Thomson und Wilfred Lucas in den Hauptrollen.

## Handlung
Jack O'Neil fühlt sich von der Ranchbesitzerin Doris Hampton angezogen und verkörpert den Sträfling Angel Face Harry, der aus dem Gefängnis entlassen werden soll, um auf Doris’ Ranch zu arbeiten. Jack entdeckt, dass Doris’ Vieh von ihrem Vorarbeiter Steve Gore gestohlen wird, findet Gores Versteck und hält ihn in Schach, bis Doris im entscheidenden Moment mit Hilfe anrückt.

## Hintergrund
Am 27. Oktober 1923 wurde bekannt gegeben, dass der Film fertig sei und rechtzeitig für den Versand nach New York City in der gleichen Woche „geschnitten, zusammengesetzt und betitelt“ werde.

## Veröffentlichung
Die Premiere des Films fand am 27. Januar 1924 in New York statt. 1926 kam er im Deutschen Reich und in Österreich in die Kinos. Er wurde auch unter dem Titel Die Sträflingsfarm gezeigt.